# Ciemny las
Ciemny las – powieść fantastyczno-naukowa autorstwa chińskiego pisarza Liu Cixina, wydana w 2008. Na język polski została przetłumaczona w 2017 roku i została wydana nakładem Dom Wydawniczy „Rebis”. Jest kontynuacją Problemu trzech ciał, pierwszego tomu trylogii Wspomnienie o przeszłości Ziemi.

## Fabuła
Retrospekcja, Luo Ji – chiński profesor socjologii, ma okazję spotkania z Ye Wenjie – astrofizyczką z "Problemu trzech ciał", która jako pierwsza skontaktowała się z Trisolaranami i zachęciła ich do inwazji. Ye Wenjie sugeruje, by Luo Ji zapoznał się z „socjologię kosmiczną” w oparciu o zestaw aksjomatów, które kobieta z nim dzieli.
Czasy obecne, ONZ próbuje znaleźć sposób na przetrwanie inwazji floty Trisolaran, która przybędzie za około 421 lat. Głównym utrudnieniem są sofony – mniejsze od atomu, superinteligentne maszyny wysyłane z Trisolaris, z którą mogą komunikować się w czasie rzeczywistym poprzez splątanie kwantowe. Ponadto sofony widzą wszystko na Ziemi i hamują postęp ludzkości w fizyce elementarnej. Dodatkowo ONZ musi także rozprawić się z ziemską organizacją "Ruchem na rzecz Ziemskiej Trisolaris" (w skrócie RZT) czyli grupą lojalistów Trisolaran, którzy wspierając inwazję, dokonują aktów sabotażu w oparciu o instrukcje sofonów.
Sofony mogą podsłuchać każdą rozmowę i przechwycić każdą komunikację pisemną lub cyfrową, ale nie potrafią czytać ludzkich myśli, dlatego ONZ obmyśla środek zaradczy, inicjując program „Wpatrujących się w Ścianę”. Cztery osoby otrzymują dostęp do ogromnych zasobów oraz misję – opracować i wdrożyć strategie ludzkości w obliczu inwazji. 
Wpatrujący się w Ścianę nie mogą na żadnym etapie konsultować i usprawiedliwiać swoich decyzji – stworzone przez nich strategie nigdy nie mogą opuścić ich głów, by nie wpaść w ręce Trisolaran. Tym samym Wpatrujący się w Ścianę mają de facto władzę absolutną, poza czyjąkolwiek kontrolą. Trzej Wpatrujący się w Ścianę słyną ze swojej wiedzy wojskowej, politycznej, psychologicznej i/lub naukowej. Czwarty to mało znany profesor Luo Ji, który zostaje mianowany czwartym Wpatrującym się w 
Ścianę po tym jak tragicznie ginie dziewczyna, z którą spędził noc, a on sam cudem uchodzi z życiem.
Trisolaranie ewoluowali w taki sposób, że ich myśli przekazują się otwarcie, w wyniku czego cały gatunek nie jest zaznajomiony z pojęciami takimi jak kłamstwo, wprowadzenie w błąd, czy podstęp. Aby przezwyciężyć tę słabość, Trisolaranie wybierają trzech lojalistów, zwanych „Burzycielami Ścian”, którzy otrzymują pełny dostęp do informacji zebranych przez sofony i mają za zadanie wydedukować plany przyporządkowanym im Wpatrującym się w Ścianę. W ciągu kilku lat, dwóm Burzycielom Ścian udało się zrujnować strategie swoich obydwu Wpatrujących się w Ścianę. Trzeci Wpatrujący się w Ścianę wchodzi w stan hibernacji, aby kontynuować swoje wysiłki w przyszłej epoce, ale ostatecznie jego strategia również zawodzi.
Luo początkowo nie rozumie, dlaczego został wybrany. Nie uważa się za zdolnego i odrzuca stanowisko Wpatrującego się w Ścianę, ale wkrótce odkrywa, że nie jest w stanie tego zrobić. Wszelkie działania, jakich się podejmuje, łącznie z ogłoszeniem rezygnacji ze stanowiska – interpretuje się jako podstęp mający na celu realizację jego ostatecznej strategii. Zrezygnowany Luo postanawia samolubnie wykorzystać nadaną mu władzę, by zapewnić sobie odizolowany raj i idealną partnerkę. Po kilku latach spokoju i szczęścia jego żona i córka zostają zahibernowane przez ONZ do dnia Sądu Ostatecznego (tj. przybycia floty Trisolaran), albo do dnia, w którym plan Wpatrującego się w Ścianę się powiedzie. Jest to spowodowane tym, że ONZ nie wyczuwa w decyzjach Luo wypełnienia funkcji Wpatrującego się w Ściane, a hibernacja jego najbliższych ma na celu zachęcenie go do wymyślania planu obrony przed inwazją Trisolaris.
Luo dowiaduje się, że został wybrany na Wpatrującego się w Ścianę, ponieważ jest jedynym człowiekiem, którego Trisolaranie kiedykolwiek wybrali bezpośrednio na cel zamachu (i nie udało im się to), co sugeruje, że obcy boją się go z nieznanego powodu. Luo dochodzi do wniosku, że musiał stać się celem ze względu na swoją rozmowę z Ye Wenjie, którą prawdopodobnie podsłuchały sofony. Po zastanowieniu się nad rozmową coś sobie uświadamia. Luo organizuje transmisję lokalizacji gwiazdy, oddalonej o 49,5 lat świetlnych od Ziemi, na całą galaktykę, nie wyjaśniając, w jakim celu to robi. Następnie przechodzi w stan hibernacji, spowodowanej jego stanem zdrowia (stał się ofiarą broni genetycznej wypuszczonej przez Ruch na rzecz Ziemskiej Trisolaris w celu zabicia go). Wkrótce po wysłaniu transmisji flota Trisolaran wystrzeliwuje serię sond z większym przyśpieszeniem, które dotrą do Układu Słonecznego znacznie wcześniej niż reszta sił inwazyjnych.
Luo zostaje uzdrowiony i wybudzony 200 lat później w bogatszym i bardziej zaawansowanym społeczeństwie. Dowiaduje się, że program Wpatrujących się w Ścianę został zakończony. Chociaż jej technologia była ograniczana przez sabotaż sofonów, Ziemi wciąż udało się zbudować flotę statków, które są większe i szybsze niż statki Trisolaran, a światowi przywódcy są pewni, że uda im się pokonać siły inwazyjne. Owo zuchwałe przeświadczenie zostaje całkowicie zniweczone przybycie, pierwszej sondy Trisolaran, która okazuje się znacznie bardziej zaawansowana technologicznie i unicestwia połączoną flotę ludzkości w ciągu zaledwie kilku minut. Ziemia popada w masową histerię, a kilka statków, które nie zostały zniszczone, ucieka z Układu Słonecznego, tworząc nowe cywilizacje.
ONZ odkrywa, że gwiazda, której lokalizację podał Luo, została wyeliminowana przez nieznaną, hiperzaawansowaną cywilizację, a jego status Wpatrującego się w Ścianę szybko zostaje przywrócony. Jednak Luo twierdzi, że jego strategia została już udaremniona. Ponieważ po zniszczeniu floty, sonda Trisolaran umieszcza się w pobliżu Ziemi i zaczyna nadawać stały sygnał zakłócający, uniemożliwiając dalszą komunikację międzygwiezdną.
Prywatnie Luo wyjaśnia Shi Quingowi - swojemu przyjacielowi i byłemu szefowi ochrony hipotezę ciemnego lasu, która leżała u podstaw jego strategii, którą zrozumiał po zastanowieniu się nad rozmową z Ye Wenjie: W całej galaktyce istnieje życie, ale ponieważ rozwój cywilizacji jest stały, a zasoby ograniczone, każda cywilizacja galaktyczna jest silnie motywowana do niszczenia innych tuż po ich odkryciu. W takiej sytuacji jedyną obroną jest pozostanie niezauważonym, co wyjaśnia paradoks Fermiego.
Luo miał zamiar zmusić Trisolaran do rozejmu, grożąc ujawnieniem galaktyce lokalizacji ich rodzinnej planety, tworząc dla obydwu stron scenariusz wzajemnie zagwarantowanego zniszczenia. Ponieważ sonda Trisolaran udaremnia taką komunikację, zrezygnowany Luo spędza czas na projekcie ONZ polegającym na rozmieszczaniu bomb nuklearnych w całym zewnętrznym Układzie Słonecznym w celu wytworzenia kosmicznego pyłu, który – choć mu nie zapobiegnie, to – pomoże wykryć przybycie pozostałych sond Trisolaran.
Jest to jednak podstęp. Prawdziwym celem projektu jest ominięcie blokady transmisji sondy. Luo wyjawia sofonom, że bomby zostały zaprogramowane i ułożone w taki sposób, że wzór kosmicznego pyłu powstały w wyniku ich detonacji ujawni wszystkim obserwatorom lokalizację Trisolarisa w formie trójwymiarowej gwiezdnej mapy. W zamian za wstrzymanie się od detonacji bomb, Trisolaris akceptuje rozejm, zmienia kurs swojej floty i zgadza się wspierać postęp naukowy ludzkości.
Wiele lat później Luo, ponownie spotykając się z żoną i córką, rozmawia krótko z trisolarańskim pacyfistą, który nawiązał pierwszy kontakt z Ye Wenjie. Zgadzają się, że być może istniej szansa, by cywilizacje galaktyczne rozjaśniły „ciemny las” i nawiązały pokojowe stosunki.

## Bohaterowie

### Wpatrujący się w ścianę
- Luo Ji – główny bohater powieści. Mało znany astronom i socjolog.
- Frederick Tyler – były amerykański sekretarz obrony
- Manuel Rey Diaz – były prezydent Wenezueli
- Bill Hines – angielski neurobiolog, były przewodniczący Rady Europejskiej

### Pozostali
- Ye Wenjie – astrofizyczka, pojawia się jedynie na początku powieści.
- Mike Evans – sponsor i główny przywódca RZT
- Zhang Beihai – komisarz polityczny Marynarki Wojennej ChALW, oficer Sił Kosmicznych(inne języki)
- Chang Weisi – generał brygady ChALW, dowódca Sił Kosmicznych
- George Fitzroy – amerykański generał, koordynator Rady Obrony Planety, wojskowy łącznik programu Hubble II.

## Ruch na rzecz Ziemskiej Trisolaris
Ruch na rzecz Ziemskiej Trisolaris, w skrócie RZT, jest organizacją, która ma na celu nie dopuścić do zwycięstwa ludzkości w dniu Sądu Ostatecznego, czyli bitwy pomiędzy przybyszami z kosmosu oraz siłami Ziemi. Po wyłonieniu Wpatrujących się w ścianę, ich głównym celem stało się wyeliminowanie ich, poprzez odkrycie ich planów. Osoby, które miały się tym zajmować nazywane były Burzycielami Ścian.